# Banksinoma pretiosa
Banksinoma pretiosa är en kvalsterart som beskrevs av Tseng 1982. Banksinoma pretiosa ingår i släktet Banksinoma och familjen Thyrisomidae. Inga underarter finns listade.